# Лебрен, Эжени
Эжени Лебрен (фр. Eugénie Le Brun; также известная как Мадам Рушди, фр. Madame Rushdi; 1873 — 16 октября 1908) — французская феминистка, одна из первых египетских интеллектуалок, влиятельная ведущая салонов и близкая подруга Худы Шаарави.

## Ранняя жизнь и брак
Лебрен родилась во Франции и выросла в семье высшего среднего класса. Она была хорошо образована и активно участвовала в элитной французской интеллектуальной жизни. Будучи дочерью семьи среднего класса с небольшой относительной финансовой достаточностью, место Лебрен в обществе было полностью продиктовано положением её будущего мужа.
Лебрен познакомился с видным египетским землевладельцем Хусейном Рушди-пашой во время его пребывания во Франции. Рушди родился в богатой семье турецкого происхождения в Каире и был отправлен за границу для получения образования в Женеву, а затем во Францию. Лебрен вышла замуж за Рушди, который в конечном итоге стал премьер-министром Египта с 1914 по 1917 год. В 1892 году после того, как Рушди завершил свое образование во Франции, Лебрен вернулася с ним в Каир, чтобы занять ряд видных должностей в колониальном египетском правительстве.

## Феминизм
Переехав в Каир и пройдя необходимое религиозное обучение, Лебрен приняла ислам. Она утверждала, что посредством тщательного изучения Корана и вопреки распространенному западному мнению, ислам может стать либерализующей силой и предоставить женщинам множество важных прав. Таким образом, она заинтересовалась исламским правосудием для женщин и часто посещала исламские судебные разбирательства. Очевидные нарушения супружеских прав женщин, которые Лебрен наблюдала в решениях судей, позже станут основным предметом ее книги Harem et les Musulmanes. Она попыталась подчеркнуть различие между исламом как религией и искажениями, которые внесли в нее коррумпированные религиозные учреждения и влиятельные фигуры.
Ле Брен далее утверждала, что многие египетские практики, обычно приписываемые исламу, на самом деле были просто социальными условностями. В частности, она придерживалась мнения, что закрытие (лица) и изоляция женщин не требуются исламом. Испытав на себе образ жизни гарема после переезда в Каир, Лебрен считала, что сосредоточенность западных чиновников на прекращении этой практики была ошибочной, и вместо этого была показателем более крупной социальной системы, исключающей женщин высшего класса из общественной сферы. В «Harem et les Musulmanes» Лебрен утверждала, что западная политика мистифицирует то, что было просто частью дома, где женщины и дети проводили свою повседневную жизнь… [женщины] договаривались о местах для себя среди предоставленных им вариантов способами, смягчаемыми степенью их доступа к ресурсам и привилегиям.
Лебрен считала, что наилучшим способом провести границу между публичной и частной сферой является интеллектуальная деятельность. Поэтому она организовала ведущий еженедельный женский салон в своем доме в Египте, начиная с середины 1890-х годов. Хотя салон был в основном сосредоточен на литературном дискурсе, темы салона часто обсуждали острые политические темы. Однажды Лебрен заметила, что темы варьировались от феминизма, кинематографа, наивности американцев, толкования сновидений до Карла Маркса или Ихэтуаньского восстания.
В дополнение к еженедельным салонным встречам Лебрен также выступала за образование женщин. Она утверждала, что, хотя первейшая обязанность женщины — это её семья, она может выполнять эту обязанность лучше, если она хорошо образована. В «Les Répudiées» Лебрен выступала за необходимость образования как бедных женщин, так и элиты. В частности, Лебрен изучала жизнь женщин, которые служат главами домохозяйств, обеспечивающими себя сами, из-за отсутствия мужа. Став вдовами или просто брошенными своими мужьями, Лебрен обнаружила, что большинство бедных женщин не имеют социальной сети, на которую можно было бы опереться, и должны работать вместо этого. Она утверждала, что моральный долг общества — предоставить всем женщинам образование.

## Отношения с Худой Шаарави

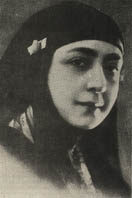
Худа Шаарави перед тем, как снять свой традиционный апостольник

Лебрен поддерживала тесную дружбу с египетским феминистской и националистической активисткой Худой Шаарави. В 1880-х годах Шаарави посещала салоны, организованные Лебрен, где обсуждались такие социальные практики, как ношение вуали. Ле Брен убедила Шаарави, что вуаль мешает развитию египетских женщин, и это привело к тому, что Шаарави позже публично сняла вуаль. Шаарави также считала Лебрен бесценным наставником, оказавшим долгосрочное влияние на её интеллектуальное развитие и находившимся под её влиянием, после смерти Лебрен в 1908 году Шаарави написала в своих мемуарах: «Я во многом полагалась на ее добрые советы, но даже после ее смерти я чувствовала, как ее дух освещает мне путь. Когда я собиралась что-то предпринять, я часто останавливалась, чтобы спросить себя, что она подумает, и если я чувствовала ее одобрение, я действовала».

## Книги
Лебрен написала много книг и писем на протяжении всей своей жизни. Следующие две были опубликованы под псевдонимом "Mme. Rachid-Pacha Niya Salima" в Париже:
- Rachid-Pacha Niya Salima. Harem et les Musulmanes. — F. Juven, 1902. — ISBN 0253313414.
- Rachid-Pacha Niya Salima. Les Repudiees. — Société d'Edition et de Publications, 1908.